# هيو نوكس
هيو نوكس (بالإنجليزية: Hugh Knox)‏ هو لاعب كرة قدم أمريكية أمريكي، ولد في 27 يناير 1883 في Allegheny, Pennsylvania ‏ في الولايات المتحدة، وتوفي في 2 يناير 1936 في إثاكا في الولايات المتحدة.